# Lebanon (Pennsylvania)
Lebanon is een plaats (city) in de Amerikaanse staat Pennsylvania, en valt bestuurlijk gezien onder Lebanon County.

## Demografie
Bij de volkstelling in 2000 werd het aantal inwoners vastgesteld op 24.461. In 2006 is het aantal inwoners door het United States Census Bureau geschat op 24.180, een daling van 281 (-1,1%).

## Geografie
Volgens het United States Census Bureau beslaat de plaats een oppervlakte van 10,8 km², geheel bestaande uit land. Lebanon ligt op ongeveer 165 m boven zeeniveau.

## Plaatsen in de nabije omgeving
De onderstaande figuur toont nabijgelegen plaatsen in een straal van 8 km rond Lebanon.

## Geboren
- Mark Light (1910–1975), autocoureur
- Jerome Sorcsek (1949), componist